# Tomáš Řepka
Tomáš Řepka (Slavičín - 2 de janeiro de 1974) é um exfutebolista tcheco, que atuava como defensor.

## Carreira
Ele jogou para o Sportovní Klub Dynamo České Budějovice na temporada 2011-2012.

## Seleção
Repka representou a Seleção Checa de Futebol, na Eurocopa de 2000. 

## Títulos

### Clubes
Sparta Praga
- Czech First League: 1996–97, 1997–1998, 2006–07, 2009–10
- Czech Cup: 1995–96, 2006–07, 2007–08

Fiorentina
- Coppa Italia: 2000–01

West Ham United
- Football League Championship play-offs (1): 2005

### Internacional
Republica Checa
- Kirin Cup: 1998